# Samuel Lorrain
Samuel Lorrain, genannt La Rose (auch: Samuel de la Rose und Samuel Larose; geboren um 1639; gestorben 20. April 1721 in Hannover) war ein französisch-deutscher Mediziner, Feldscher, herzoglicher sowie kurhannoverscher Leibarzt, Hofchirurg und Geburtshelfer in welfischen Diensten.

## Leben
Der zur Zeit des Dreißigjährigen Krieges um das Jahr 1639 geborene Samuel Lorrain entstammte einer hugenottischen Familie. Sein Vater war ein reicher Kaufmann in Paris mit Sitz am Ufer der Seine („in der Gasse“).
Um das Jahr 1666 stand Samuel Lorrain als Soldat in den Diensten der Niederländischen Ostindien-Kompanie und lag aufgrund einer Beinverletzung im Spital von Batavia, der Hauptstadt von Niederländisch-Indien. Dort wollte ihm eine Gruppe kaum ausgebildeter junger Wundärzte das Bein amputieren. Nachdem ein Pariser Goldschmied den in der Stadt weilenden Reisenden Jean-Baptiste Tavernier darüber verständigte, ließ dieser mit Zustimmung des zuständigen Majors den verwundeten Soldaten auf eigene Kosten verbinden und die weitere Behandlung durch einen mittels Sklaven herbeigerufenen deutschen Wundarzt heilen. Nach seiner Genesung konnte Samuel Lorrain durch Intervention Taverniers und mehreren mit diesem in Beziehung stehender Freunde und Vertrauter aus dem niederländischen Militärdienst entlassen werden. Tavernier organisierte daraufhin die gemeinsame Rückreise nach Frankreich.

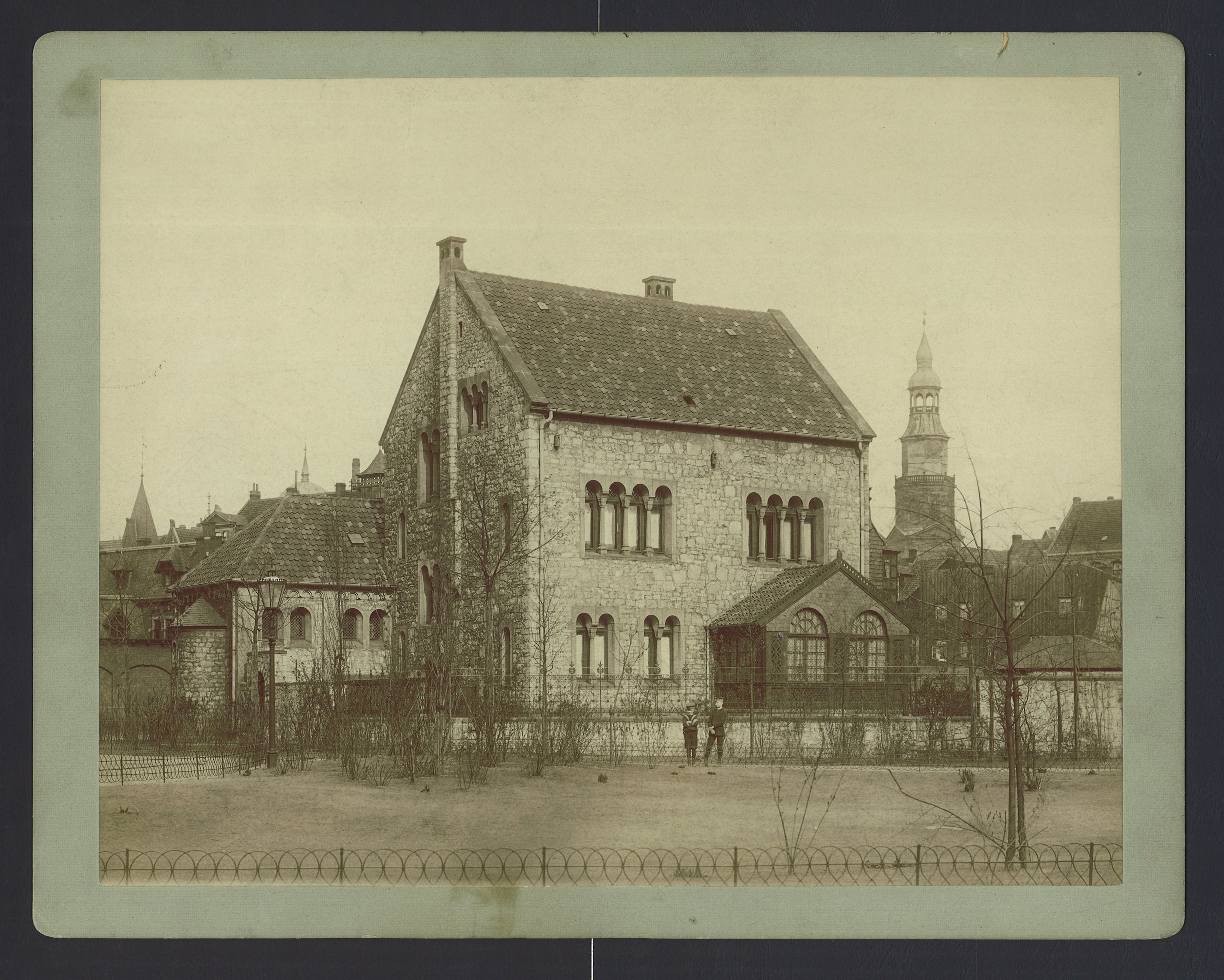
In der Calenberger Neustadt Brandstraße Ecke Wagenerstraße stand das Kirch- und Pfarrhaus der französisch-reformierten Gemeinde, in der die Familie La Rose Mitglied war

In der Residenzstadt des zum Kurfürstentum Braunschweig-Lüneburg erhobenen vormaligen Herzogtums wirkte Lorrain als Leibarzt, Hofchirurg und Geburtshelfer im Hofstaat von Hannover in welfischen Diensten.
1701 behandelte La Rose in Hannover den Karl Moritz Raugraf zu Pfalz. Am 23. Dezember 1679 wurde er in Augsburg am Krankenbett seines Landesherrn Herzog Johann Friedrich zugezogen. 1692 wurde La Rose nach Dresden geschickt, um dem dort mit dem Pferd gestürzten Kurfürsten Johann Georg II. zu helfen. 1709 behandelte der hannoversche Hofchirurg in Berlin die dortige Kronprinzessin. Als Geburtshelfer wurde La Rose regelmäßig nach Berlin gerufen.
Lorrain war ein Zeitgenosse des hannoverschen Hofrates, Bibliothekars und Universalgelehrten Gottfried Wilhelm Leibniz, der ebenfalls in Hannover wirkte. Durch die vielfache Erwähnung Lorrains im Schriftwechsel von Leibniz unter anderem mit der Kurfürstin Sophie wurde der Name des Hofchirurgen Teil des Weltdokumentenerbes der UNESCO.
Als kurfürstlicher Leibarzt erhielt de la Rose zuletzt ein Jahresgehalt von 600 Talern. Beigesetzt wurde de la Rose in der Neustädter Hof- und Stadtkirche St. Johannis, in der auch Leibniz selbst bestattet wurde.

## Familie
Vor dem Jahr 1690 heiratete de la Rose Sophie Charlotte Beck (gestorben 10. Mai 1726 in Hannover). Das Ehepaar war Mitglied der seinerzeit französischen reformierten Gemeinde Hannovers und hatte 8 Kinder, davon 3 Töchter und 5 Söhne. Ihr Sohn Guillaume Auguste La Rose (geboren 1. September 1691 in Hannover; gestorben 27. November 1740 ebenda) war unter der Bezeichnung D. Rose von 1721 bis 1740 als Leibmedicus in Hannover tätig.